# Antocha platyphallus
Antocha platyphallus là một loài ruồi trong họ Limoniidae. Chúng phân bố ở miền Cổ bắc.